# Nina Bahinskaja
Nina Ryhoraŭna Bahinskaja (in bielorusso Ніна Рыгораўна Багінская?; Minsk, 30 dicembre 1946) è un'attivista bielorussa per i diritti umani, diventata a 73 anni una icona della resistenza ad Aleksandr Lukašenko.

## Biografia
Nina Bahinskaja è nata a Minsk, Bielorussia, nel dicembre 1946. Fin da piccola è stata una ciclista competitiva. Nella sua giovinezza, durante un giro in bicicletta, è stata coinvolta in un incidente che ha portato a una collisione con un'auto, provocandole un trauma cranico ed epilessia post-traumatica.
Bahinskaja si è laureata presso l'Università statale bielorussa di informatica e radioelettronica, specializzata nell'assemblaggio di apparecchiature radio. Seguendo il suo sogno d'infanzia di diventare una geologa, si è laureata presso l'Istituto di petrolio e gas di Ivano-Frankivs'k (Ucraina) come specialista in esplorazione di petrolio e gas. Ha lavorato come geologa presso il Belarusian Research Geological Institute (BelNIGRI). Allo stesso tempo, è diventata membro del Fronte popolare bielorusso e ha creato un'associazione locale del Fronte popolare bielorusso presso il suo istituto.
Dal 1988, a partire dalla riunione del requiem nel "Giorno della Memoria degli Antenati", partecipa attivamente a varie proteste. Nel 1994, dopo che Lukašenko è salito al potere in Bielorussia, è stata licenziata dall'istituto perché la relazione del suo progetto era stata preparata in lingua bielorussa.
È stata detenuta decine di volte dalla polizia e ha trascorso molti giorni in celle di isolamento temporaneo. Il 1º agosto 2014 è stata arrestata per aver bruciato la bandiera sovietica vicino all'edificio del KGB a Minsk; la sua manifestazione commemorava il 1º agosto 1937, quando furono bruciate decine di migliaia di manoscritti culturali bielorussi, dopodiché gli autori furono giustiziati.
Nel 2015 Bahinskaja è stata arrestata per aver protestato in memoria di Michail Žiznevs'kyj, morto all'Euromaidan in Ucraina. Dopo gli eventi del 25 marzo 2017, quando dozzine di attivisti sono stati arrestati a Minsk (il caso della "Legione bianca") e centinaia di partecipanti in tutta la Bielorussia sono stati arrestati il giorno della libertà, Nina Bahinskaja è andata ogni giorno all'edificio del KGB con una bandiera bianco-rosso-bianca e un poster con la scritta "Libertà per il popolo".

Il 5 aprile 2019 ha preso parte a un'altra protesta. Lo scopo di questa protesta è stato quello di ostacolare i cosiddetti "lavori di architettura paesaggistica", che il 4 aprile 2019 hanno demolito 30 croci commemorative lungo il perimetro delle fosse comuni degli uccisi negli anni '30. Pavel Seviarynec, un politico e co-presidente della Democrazia cristiana bielorussa, e Nina Bahinskaja, arrivata con una grande bandiera bianco-rosso-bianca, sono stati arrestati.
Nel 2020 Bahinskaja ha sostenuto le proteste dopo le elezioni presidenziali del 9 agosto (ritenute illegittime dalla Unione europea) che ha ancora una volta riconfermato alla presidenza Lukašenko con una maggioranza bulgara. Grazie al suo coraggio, è diventata un simbolo del movimento. Ha rilasciato interviste a BBC News e giornalisti provenienti da Svezia, Polonia, Germania, Francia, Italia. Maxim Katz le ha dedicato uno degli episodi sul suo canale YouTube. Sempre nel 2020, Bahinskaja è diventata famosa per la sua frase "Sto solo camminando" in risposta alla polizia antisommossa che aveva tentato di fermarla e portarle via la bandiera. Un'espressione adottata dalle ventenni bielorusse che, sotto il regime di Lukašenko, non hanno mai conosciuto la democrazia. Bahinskaja ha dichiarato: "Non ho paura per me. Da anni mi hanno sequestrato il conto corrente per riscuotere le multe dovute alle denunce contro i soprusi di un regime crudele e liberticida. Non mi voglio arrendere a lasciare alle future generazioni un Paese in ginocchio, corrotto e senza speranza".
Nel settembre 2020, la rivista Vogue Italia l'ha definita  "La madre della rivoluzione bielorussa"; è stata fotografata da Ivan Revjako.
Tutte le bandiere rosso-bianche-rosse che Bahinskaja usa nelle proteste sono cucite da lei. Non usa le bandiere che le persone cercano di regalarle. Cuce anche le bandiere per gli altri. La bandiera più grande che ha realizzato era una bandiera di 9 metri (9 m × 4,5 m); le ci vollero tre giorni per cucirla e poi la diede ad un giovane.
Le multe cumulative che Bahinskaja deve al governo per la sua partecipazione a centinaia di proteste ammontano a decine di migliaia di dollari. La sua proprietà estiva viene messa all'asta per la vendita dallo Stato. Il governo prende il 50% della pensione di Bahinskaja (nel 2020, la sua pensione era di 200 rubli bielorussi (77 dollari USA) al mese).